# Komarno (Ukrajina)
Komarno (ukrajinsky Комарно) je město ve Lvovské oblasti na Ukrajině. Žije zde přibližně 3 700 obyvatel. Do 24. března 1992 neslo město název Komarne (Комарне).

## Poloha
Komarno leží na říčce Vereščycja, levém přítoku Dněstru. Od Lvova, správního střediska oblasti, je vzdáleno přibližně třicet kilometrů jihozápadně.
Železniční stanice Komarno na železniční trati Lvov – Sambir leží v sousední vesnici Buchaly.

## Dějiny
První písemná zmínka o Komarnu je z roku 1427. Od roku 1471 je městem. V letech 1774 až 1918 bylo součástí Haličsko-vladiměřského království. Po první světové válce se stalo součástí druhé Polské republiky. Za druhé světové války jej krátce obsadil Sovětský svaz, následně jej drželo do roku 1944 nacistické Německo a po jejím konci se stal součástí Ukrajinské sovětské socialistické republiky.

### Rodáci
- Karol Szajnocha (1818–1868), polský spisovatel
- Vladimir Sergejevič Vysockij (* 1954), ruský admirál